# Franciszek Bujak

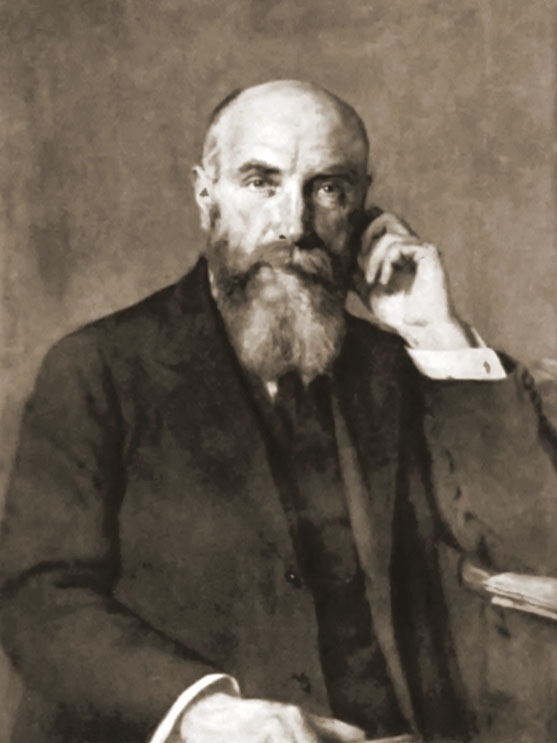
Franciszek Bujak

Franciszek Bujak (sinh ngày 16 tháng 8 năm 1875 tại Maszkienice ở lân cận Brzesko – mất ngày 21 tháng 3 năm 1953 tại Kraków) là một học giả và nhà sử học về lịch sử kinh tế, chính trị và xã hội của Ba Lan. Ông từng hai lần làm giáo sư tại Đại học Jagiellonian, đó là vào các năm 1909–1918 và 1946–1952. Franciszek Bujak làm giáo sư tại Đại học Warsaw từ năm 1919 đến năm 1921 và làm giáo sư tại Đại học John Casimir ở Lwów từ năm 1921 đến năm 1941. Năm 1952, ông trở thành thành viên của Viện Hàn lâm Khoa học Ba Lan. Franciszek Bujak từng hai lần làm chủ tịch của Hiệp hội Lịch sử Ba Lan, cụ thể là vào các năm 1932–1933 và 1936–1937. Ông hoạt động chính trị trong Đảng Nhân dân Ba Lan "Piast" và trong Stronnictwo Ludowe. Ông cũng từng giữ chức bộ trưởng nông nghiệp trong một thời gian ngắn dưới thời Władysław Grabski.
Franciszek Bujak đã xuất bản một sê-ri chuyên khảo khoa học có tên Badania Dziejów Społecznych i Gospodarczych (1931–1950). Ông cũng là người sáng lập tạp chí học thuật Roczniki Dziejów Społecznych i Gospodarczych. Franciszek Bujak là tác giả của  Żmiąca wieś powiatu limanowskiego. Stosunki gospodarcze i społeczne (1903), Studia nad osadnictwem Małopolski (1905) và Wieś zachodniogalicyjska u schyłku XIX w.